# Buengas
Buengas è una municipalità dell'Angola appartenente alla provincia di Uíge. Ha 78.286 abitanti (stima del 2006).
Il capoluogo è Buengas.